# Club Náutico Sevilla

El Club Náutico Sevilla es un club deportivo y social con sede en Sevilla fundado en 1952 por un grupo de aficionados a los deportes náuticos del Club Natación Sevilla que quieren trasladar el deporte al río. Actualmente se ubica a orillas del río Guadalquivir, a su paso por Sevilla entre los puentes de las Delicias y de Los Remedios.
Sus principales secciones deportivas son vela, remo, piragüismo, baloncesto y natación. Con carácter social se practica tenis, pádel, petanca y fútbol, entre otras disciplinas deportivas.
Actualmente el censo social está compuesto por más de ocho mil socios. Existe además un censo de deportistas superior a los tres centenares entre las secciones de piragüismo, remo, vela, baloncesto y natación.
En su palmarés deportivo destaca la Copa Stadium, Premio Nacional de Deportes, que se le concede al Club en el año 1984 por su especial contribución a tareas de promoción y fomento del deporte.